# Лаймстон (округ, Техас)
Округ Лаймстон (англ. Limestone county) — округ штата Техас Соединённых Штатов Америки. На 2000 год в нем проживало 22 051 человек. По оценке бюро переписи населения США в 2009 году население округа составляло 22 287 человек. Окружным центром является город Гросбек.

## История
Округ Лаймстон был сформирован 11 апреля 1846 года из части округа Робертсон . Своё название он получил из-за богатых залежей известняка, находящихся на территории округа (англ. limestone — известняк).

## География
По данным бюро переписи населения США площадь округа Лаймстон составляет 2417 км², из которых 2354 км² — суша, а 63 км² — водная поверхность (2,60 %).

### Основные шоссе
- Шоссе 84
- Автострада 7
- Автострада 14
- Автострада 164
- Автострада 171

### Соседние округа
- Наварро  (север)
- Фристон  (северо-восток)
- Лион  (юго-восток)
- Робертсон  (юг)
- Фолс  (юго-запад)
- Мак-Леннан  (запад)
- Хилл  (северо-запад)